# Pedro Nunes

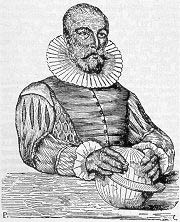
Pedro Nunes

Pedro Nunes (latin, Petrus Nonius, eller spanska Pedro Nuñez), född 1502 i Alcácer do Sal, död 11 augusti 1578 i Coimbra, var en portugisisk matematiker, som arbetade inom geografi, algebra och astronomi. Han var en av de främsta matematikerna i sin tid och hans framgångar inom navigation (e.g. loxodromer och tabeller över sådana) var mycket viktiga för portugiserna vid denna tidpunkt. Han föddes i en nybliven kristen familj, som tidigare var judisk.
Nunes var antagligen den siste framstående matematikern som gjorde relevanta förbättringar på Ptolemaios geocentriska modell. Detta fick dock ingen betydelse när nu Kopernikus heliocentriska system redan börjat ersätta denna. Nunes kände till Kopernikus arbete, men han gjorde bara en kort referens till detta i sina publikationer, om att det var en matematiskt korrekt modell. Det var en känslig tid att klart uttala åsikten att det var solen och inte jorden som var centrum i solsystemet.
De flesta av Nunes framgångar kan tillskrivas hans djupa förståelse av sfärisk trigonometri och hans förmåga att överföra Ptolemaios tillämpningar av euklidisk geometri till sfärisk.
Nonieskalan har fått benämning efter Pedro Nunes.

## Utmärkelser
Nedslagskratern Nonius på månen och asteroiden 5313 Nunes är uppkallade efter honom.

## Bibliografi

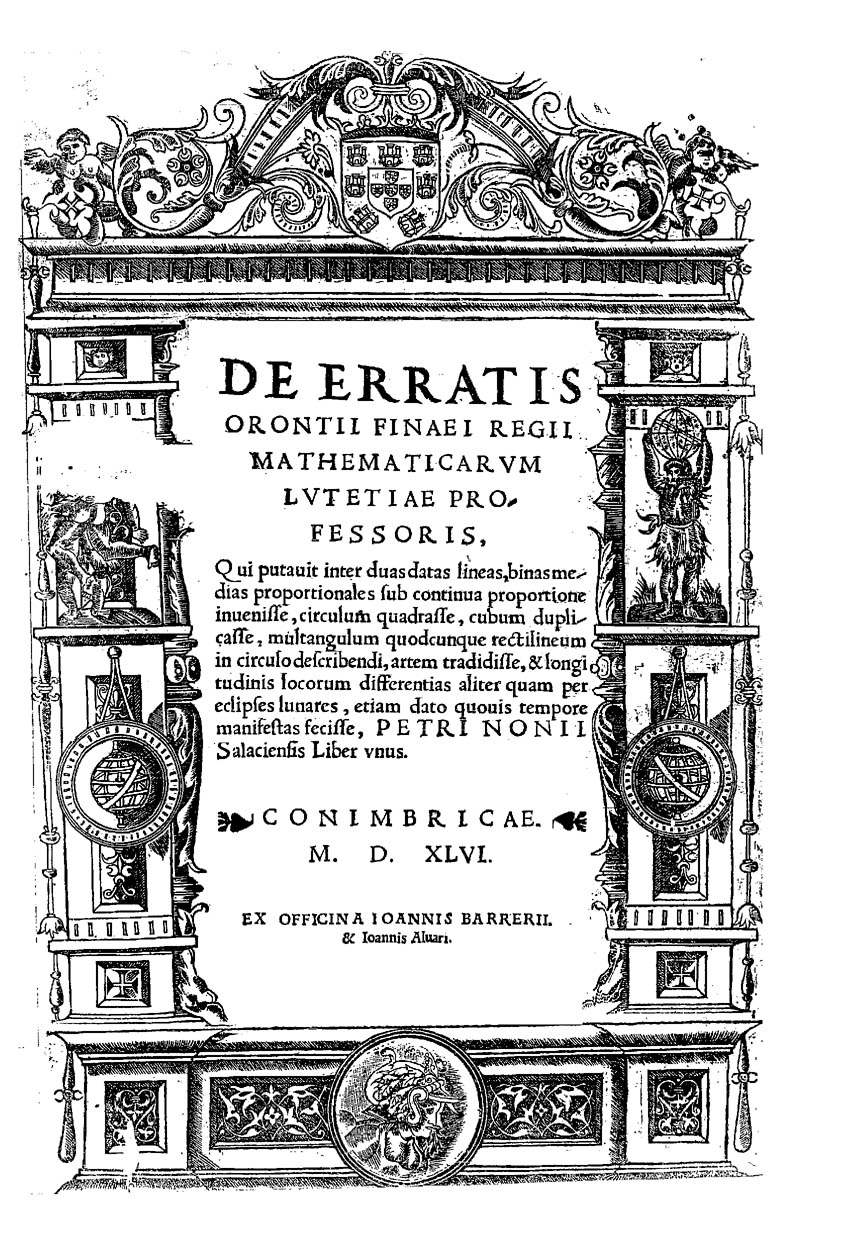
De erratis Orontii Finæi, 1546.